# Ленц, Айрин
Айри́н Мод Ленц (англ. Irene Maud Lentz, более известна по монониму Айрин; 8 декабря 1901, Бейкер, Монтана, США — 15 ноября 1962, Лос-Анджелес, Калифорния, США) — американский модельер
, художник по костюмам

 и актриса

. Дважды номинировалась на премию «Оскар» (1949, 1961) за лучший дизайн костюмов в фильмах «Дочь Б. Ф.» (1948) и «Полуночное кружево» (1960).

## Биография и карьера
Родилась в Бейкере, штат Монтана, в семье Эмиля Ленца и Мод Уолтерс. В кинематографе Айрин Ленц начинала как актриса, появляясь с 1921 года во второстепенных ролях немых фильмов продюсера Мака Сеннетта. Она играла в амплуа инженю вместе с ведущими комиками Сеннета — Беном Тёрпином и Билли Беваном. Первым режиссёром, снявшим Ленц (в картине «Молли О»), был руководитель производства Сеннета — Ф. Ричард Джонс; их профессиональные отношения переросли в личные. Они были женаты менее года, когда Джонс скончался от туберкулёза в 1930 году.
Её работа модельером одежды в Лос-Анджелесе привела к её карьере художника по костюмам для фильмов в 1930-х годах. Успех пришёл к ней при работе над костюмами Джинджер Роджерс для фильма-мюзикла «Потанцуем?» с Фредом Астером.
Ленц также работала под именем Айрин Гиббонс — фамилия её второго мужа, сценариста Элиота Гиббонса, за которого она вышла замуж в 1936 году. Всего на её счету более ста работ в кино.
15 ноября 1962 года, за три недели до своего 61-го дня рождения, Ленц сняла комнату 1129 в отеле Knickerbocker, зарегистрировавшись под вымышленным именем. Она выпрыгнула из окна своей ванной комнаты и погибла.
Она оставила предсмертные записки для своих друзей и семьи, больного мужа и жителей отеля, извиняясь за неудобства, которые может причинить её смерть. Согласно её пожеланиям, она похоронена рядом со своим первым мужем, режиссёром Ф. Ричардом Джонсом, на кладбище Мемориального парка Форест-Лаун в Глендейле, штат Калифорния.